# Coiba guanaensis
Coiba guanaensis är en stekelart som beskrevs av Marsh 1993. Coiba guanaensis ingår i släktet Coiba och familjen bracksteklar. Inga underarter finns listade i Catalogue of Life.